# USS LST-962
O USS LST-962 foi um navio de guerra norte-americano da classe LST que operou durante a Segunda Guerra Mundial.